# Ідеальна брехня
Ідеальна брехня (англ. The Good Liar) — кримінальний трилер 2019 року, знятий режисером та продюсером Біллом Кондоном за сценарієм Джеффрі Гетчером, заснованому на однойменному романі Ніколаса Серла 2015 року. Ієн Маккеллен — професійний шахрай, який знайомиться в інтернеті з багатою вдовою (Гелен Міррен), а потім з'ясовує, що його план викрасти її статок має несподівані перешкоди.
Прем'єра фільму відбулася в BFI Southbank у Лондоні 28 жовтня 2019 року. Був випущений компанією Warner Bros. Pictures у Великій Британії 8 листопада 2019 року, в США 15 листопада 2019 року. Реліз в Україні відбувся 21 листопада 2019-го. Фільм отримав неоднозначні відгуки критиків та при бюджеті в 10 мільйонів зібрав 33 мільйони доларів.

## Сюжет
Шахрай зі стажем Рой Кортні знайомитися в інтернеті із заможною вдовою Бетті МакЛіш. Бетті впускає його в свій будинок і в своє життя, і Рой несподівано розуміє, наскільки вона стала йому дорога, а банальна афера раптом перетворюється в найнебезпечнішу прогулянку над прірвою.

## У ролях
- Гелен Міррен — Бетті МакЛіш/Лілі Шредер
  - Нелл Вільямс — Лілі (1943)
- Ієн Маккеллен — Рой Кортні/Ганс Тоб
  - Філ Данстер — молодий Рой
  - Лорі Девідсон — Ганс Тоб (1948)
  - Спайк Вайт — молодий Ганс
- Рассел Тові — Стівен
- Джим Картер — Вінсент Геллоран
- Марк Льюїс Джонс — Брін
- Лучіан Мсаматі — Бені
- Йоханнес Хаукур Йоханнессон — Влад
- Тунджі Касім — Майкл
- Селін Бакенс — Анналіз
- Бессі Картер — секретар

## Виробництво
У березні 2018 року було оголошено, що Білл Кондон буде режисером фільму з Іеном МакКелленом і Гелен Міррен у головних ролях. У квітні 2018 року до акторської складу приєдналися Рассел Тові та Джим Картер.
Основне виробництво розпочалося 23 квітня 2018 року в Фільм знімали також у Лондоні та Берліні.
Випуск фільму в Велика Британії запланований на 8 листопада 2019 року, в Україні — 21 листопада 2019 року.